# Begonalia hydra
Begonalia hydra är en insektsart som först beskrevs av William Lucas Distant 1908.  Begonalia hydra ingår i släktet Begonalia och familjen dvärgstritar. Inga underarter finns listade i Catalogue of Life.